# 鐘江宏之
鐘江 宏之（かねがえ ひろゆき、1964年 - ）は、日本の歴史学者。学習院大学文学部教授。専門は日本古代史。出土文字資料と地方行政について研究。

## 来歴
- 1964年 - 福岡県生まれ
- 1983年 - 埼玉県立浦和高等学校卒業
- 1988年 - 東京大学文学部国史学科卒業
- 1990年 - 東京大学大学院人文科学研究科修士課程国史学専攻修了
- 1995年 - 東京大学大学院人文科学研究科博士課程単位取得退学
- 1995年 - 東京大学大学院人文社会科学研究科助手
- 1996年 - 弘前大学人文学部講師
- 1997年 - 弘前大学人文学部助教授
- 2003年 - 学習院大学文学部助教授
- 2007年 - 学習院大学文学部准教授
- 2010年 - 学習院大学文学部教授

## 著書

### 単著
- 『地下から出土した文字』日本史リブレット・山川出版社、2007年
- 『全集日本の歴史3 律令国家と万葉びと』小学館、2008年
- 『大伴家持』日本史リブレット・山川出版社、2015年
- 『律令制諸国支配の成立と展開』吉川弘文館、2023年　ISBN　9784642046725

### 共編著
- 『東アジア海をめぐる交流の歴史的展開』鶴間和幸共編著 東方書店 学習院大学東洋文化研究叢書 2010年
- 『シリーズ古代史をひらく　文字とことば』岩波書店、2020年